# 紀元前127年
紀元前127年（きげんぜん127ねん）は、ローマ暦の年である。

## 他の紀年法
- 干支 : 甲寅
- 日本
  - 開化天皇31年
  - 皇紀534年
- 中国
  - 前漢 : 元朔2年
- 朝鮮
  - 檀紀2207年
- 仏滅紀元 : 418年
- ユダヤ暦 : 3634年 - 3635年

## できごと

### パルティア
- メディア王国での戦いで、スキタイがパルティア軍を破った。

## 誕生
- クィントゥス・カエキリウス・メテルス・ピウス（紀元前63年没）